# Galope de doble suspensión

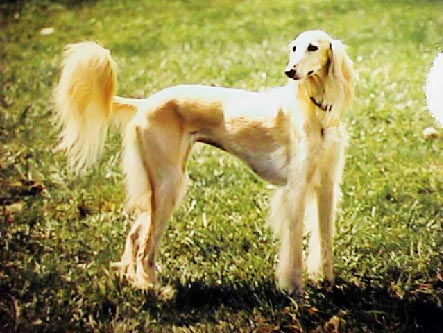
Saluki de pelaje dorado

El galope de doble suspensión es una variante del galope que pueden ejecutar algunos cuadrúpedos. En realidad se trata de un "aire" observado con frecuencia en los galgos persas y afganos. Entre los caballos de carreras está documentado el ejemplo de Secretariat.

## Galope
La descripción de las variantes del galope ordinario en los caballos puede facilitar la comprensión del galope de doble suspensión.

### Galope corto

Animación del galope

El " galope corto " es un aire controlado de tres batidas. Generalmente más rápido que el trote pero más lento que el galope. La velocidad media es de 16-27 km/h, en función de la zancada  del caballo. De oído, el galope corto se percibe como una serie de grupos de tres sonidos sucesivos (correspondientes a las tres batidas) separados por ligeras pausas (que corresponden al caballo en suspensión).  Cuanto más rápido va el caballo más largas son las pausas entre las tres batidas. 
En inglés el galope corto se llama " canter ", palabra supuestamente derivada de " Canterbury gallop", por el galope repuesto que los peregrinos empleaban al dirigirse hacia aquella catedral.   En la práctica de la equitación Western, existe un galope corto (más lento que el galope corto habitual) llamado " lope " en inglés. El caballo se desplaza a unos 13-19 km/h. Hay opiniones que clasifican el "lope" como un aire distinto, casi de cuatro batidas. 
Análisis del movimiento: En el galope corto y en la primera redada una de las patas traseras (por ejemplo, la derecha) impulsa el caballo hacia delante mientras está en contacto con el suelo. Todo el peso del caballo (y de un eventual jinete) reposa sobre la pata indicada. Las otras tres patas están levantadas y moviéndose hacia delante. A esta fase sigue una segunda redada de las patas trasera izquierda y anterior derecha (mientras que la pata trasera derecha sigue, por un instante, en contacto con el suelo). En la tercera redada la pata anterior izquierda es la que golpea el suelo (mientras que las dos patas de la segunda redada permanecen un instante en el suelo).  Esta pata anterior izquierda más avanzada concuerda con una pata trasera izquierda también más avanzada y es la que indica "la mano" del galope corto considerado. La secuencia descrita comenzaba con la pata trasera derecha, por tanto (y debido a que la que queda más adelante es la pata de enfrente izquierda), es un galope corto a la izquierda . Normalmente cuando el caballo gira es conveniente que la pata guía del giro sea la interior del círculo. 
Cuando el caballo va montado, el galope corto sobre la mano correcta resulta aún más importante. Especialmente en pista cerrada. El jinete normalmente indica al caballo la mano que debe tomar cuando pasa desde un aire más lento hacia el galope corto. Además, cuando el caballo debe saltar un obstáculo vertical (una valla en un concurso de saltos, por ejemplo), el jinete debería dirigir el caballo de forma que aterrizara con la mano más adecuada para girar camino del siguiente obstáculo. A veces el jinete pide al caballo que galope a contramano, un movimiento obligatorio en doma clásica y muy habitual en la práctica del polo que requiere una buena reunión del caballo y un equilibrio muy grande. Un caballo que se desplaza a galope corto en línea recta puede ser requerido para que realice un cambio de mano "al vuelo" o sobre la marcha. Acción exigida en Alta Escola y en competiciones de "reinning". Si el caballo va galopando con las extremidades desparejadas el galope corto es desigual y provoca un movimiento inarmónico llamado en inglés "cross-canter", "disunited canter" o "cross-firing". En castellano sería un galope corto mezclado o cruzado.   

### Galope

Galope. Fotomontaje de Mr. Eadweard Muybridge

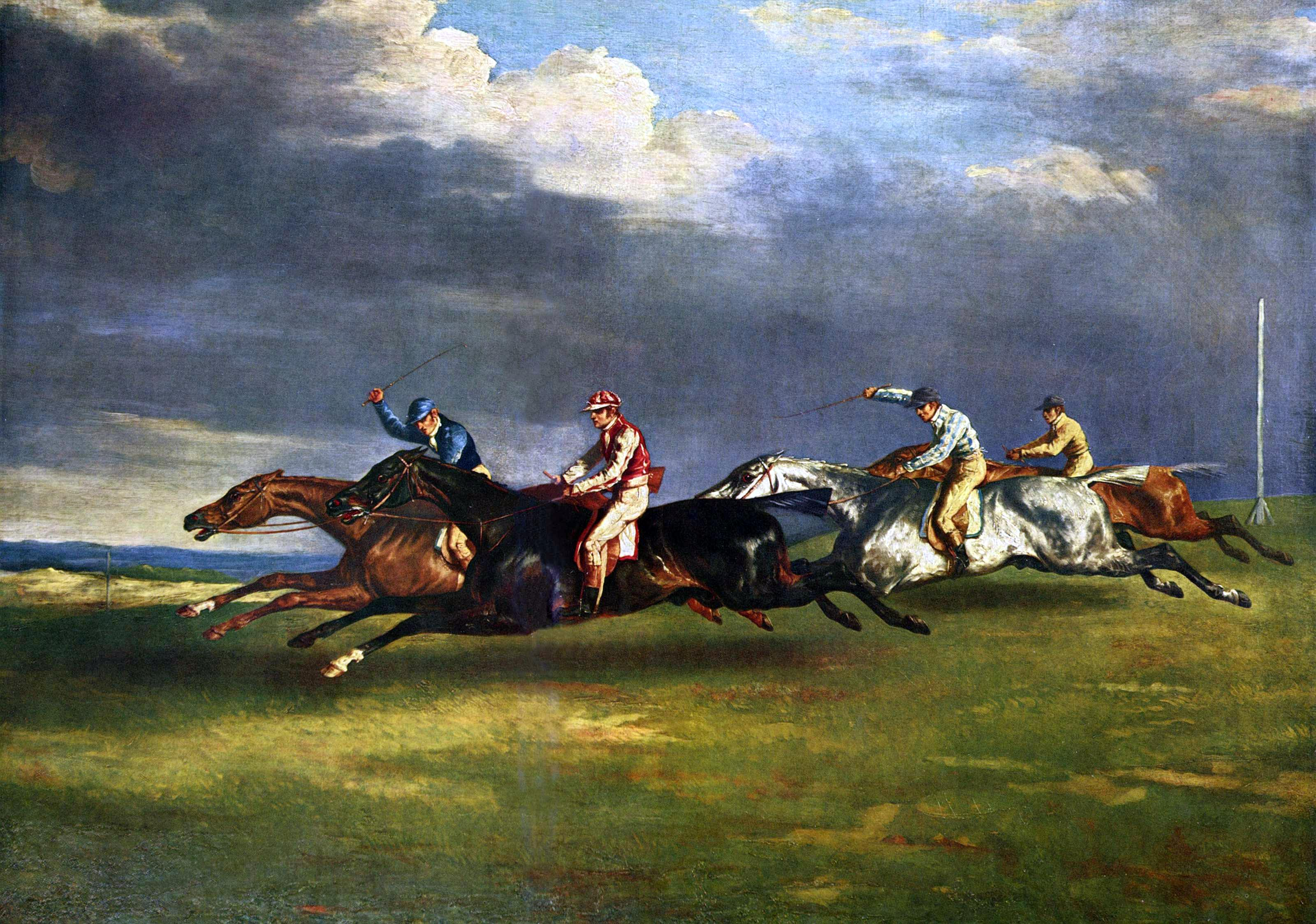
El derbi de Epsom, pintura de Théodore Géricault, 1821

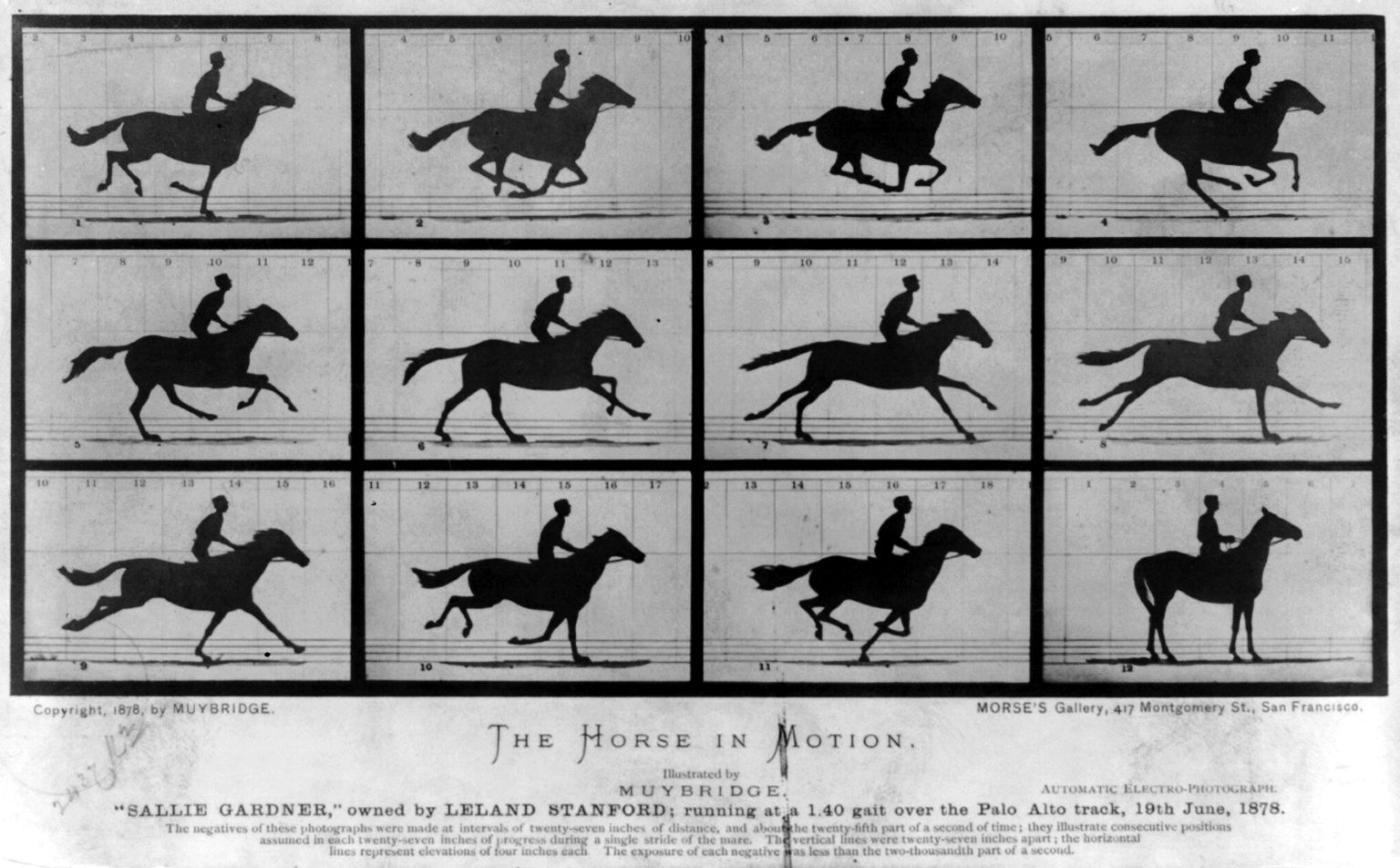
Imágenes de la secuencia de un caballo en el galope, por Eadweard Muybridge

Fotomontaje animado del paso de ambladura. Según Eadweard Muybridge

El galope es un aire de cuatro batidas, más rápido que el galope corto. En una secuencia de esa marcha el caballo avanza más que en ninguna otra forma de desplazamiento. La velocidad media, muy variable en función de la raza y tipos, es del orden de 40-48 km/h. Los caballos salvajes o ferales galopan para huir de un posible peligro, real o supuesto. O para desplazarse rápidamente en distancias cortas. Por lo general, al galopar una cierta distancia (1,5-3 km) el caballo necesita reposar. Hay caballos que pueden mantener un galope moderado en distancias mucho más largas.  El galope es la marcha de los caballos de carreras.
Los modernos caballos Thoroughbred raramente disputan carreras de más de 2,5 km. En algunos países hay carreras para caballos árabes que alcanzan los 4 km. (Las carreras clásicas de caballos árabes se disputaban entre los 1.000 y 4.000 metros. Había carreras de hasta 14 km).  En distancias cortas, los caballos más rápidos son los American Quarter. En distancias de un cuarto de milla (unos 400m) o menos han sido cronometrados a velocidades cercanas a 89 km/h. 
Como en el caso del galope corto, el galope puede ser a derecha o izquierda. Esta orientación queda determinada por la pata delantera que se adelanta más en cada secuencia (o, dicho de otro modo, por la pata contraria a la extremidad posterior que comienza la secuencia). El galope a derecha  por la pata posterior izquierda. Y viceversa. Escuchando atentamente es relativamente fácil distinguir entre un galope corto rápido (con tres batidas) y un galope normal (de 4 batidas). Al final existe un tiempo de suspensión con las cuatro extremidades sin contacto con el suelo. 
Antes de la fotografía y otros inventos más modernos, los pintores no lograban representar correctamente un caballo al galope. En el momento de suspensión, a menudo representado en los cuadros antiguos con los caballos con las cuatro patas estiradas, un caballo real tiene las pata más bien dobladas. En 1877 el fotógrafo Eadweard Muybridge a instancias del millonario Leland Stanford demostró que, a lo largo del galope, había momentos en los que el caballo no tocaba el suelo.
Como ya conocían los árabes, la velocidad de un caballo depende en gran parte de su zancada.  La zancada del famoso caballo de carreras Secretariat era de 25 pies (7,52 m).  Las variables asociadas de zancada y frecuencia han sido estudiadas en carreras de distancias diversas y en algunas razas, especialmente en los American Quarter y los Pura sangre .  
En algunos concursos en pista el caballo debe galopar. Normalmente lo hará en el " pequeño galope ", un galope de muestra controlado, no muy rápido pero con una buena extensión de las zancadas.  